# ليغا (حزب سياسي)
ليغا (باللغة الإيطالية:Lega؛ أي الرابطة)؛ هو حزب سياسي يميني إيطالي، أسس في 14 ديسمبر 2017، يقع مقره في ميلانو، ويرأسه ماتيو سالفيني.

## حكومة ملوني
في 21 أكتوبر 2022، دخل حزب ليغا ضمن تحالف سياسي يميني ثلاثي ضم إلى جانبه كل من حزبي إخوة إيطاليا وفورزا إيطاليا لتشكيل حكومة برئاسة جورجا ملوني.